# Brachyhammus
Brachyhammus is een kevergeslacht uit de familie van de boktorren (Cerambycidae). De wetenschappelijke naam van het geslacht werd voor het eerst geldig gepubliceerd in 1900 door Kolbe.

## Soorten
Brachyhammus is monotypisch en omvat slechts de volgende soort:
- Brachyhammus raffrayi (Thomson, 1878)